# Trippin’ (That’s the Way Love Works)
A Trippin’ (That’s the Way Love Works) Toni Braxton amerikai énekesnő második kislemeze ötödik, Libra című stúdióalbumáról. Ahogy a Libra album többi kislemezét, a promóció hiánya a Trippin’-t is megakadályozta abban, hogy nagyobb sikert érjen el a slágerlistákon. Videóklip nem készült a dalhoz.

## Számlista
1. Trippin’ (That’s the Way Love Works) (Radio Edit)
2. Trippin’ (That’s the Way Love Works) (Instrumental)
3. Trippin’ (That’s the Way Love Works) (Album Version)
4. I Hate You

## Helyezések
| Slágerlista (2005)                  | Legmagasabb helyezés |
| ----------------------------------- | -------------------- |
| Euro 200                            | 138                  |
| USA Billboard Hot R&B/Hip-Hop Songs | 67                   |
| USA Billboard Hot Adult R&B Airplay | 19                   |